# 오노 신리
오노 신리(일본어: 大野 榛里, 2002년 9월 26일~)는 일본의 축구 선수이다.

## 구단 경력
그는 J1리그의 감바 오사카에 입단했다. 2019년 J3리그의 감바 오사카 U-23에서 뛰었다.